# NGC 6326
NGC 6326은 지구에서 제단자리 방향으로 약 11,000 광년 떨어진 불규칙 행성상 성운이다. 이 성운은 1826년 8월 26일에 스코틀랜드의 천문학자인 제임스 던럽프가 발견했다.

## 특징
이 성운은 행성상 성운로, 즉, 중심부의 위치한 별이 수명을 다할 때, 생겨난 것이다. 추가적으로, NGC 6326의 중심별은 2개의 별이 포함된 동반성 (쌍성)으로, 이 별에서 가스가 날리면서 가스구름이 형성되고, 별에서 발생한 방사선이 이 성운을 청색과 적색으로 빛나게 한다. 결과적으로, 이 동반성의 중력과 움직임 때문에 이 성운은 다른 행성상 성운과 달리 더 복잡하고 불규칙하게 만들었다.

## 같이 보기
- NGC 6000 ~ 6999 목록
- 신판일반목록 천체 목록